# Кладбище советских солдат (Живец)
Кладбище советских солдат (польск. Cmentarz Żołnierzy Radzieckich) — кладбище в г. Живец, Силезского воеводства, Польши, на котором похоронены 1120 солдат и офицеров советской Армии, погибших в 1945 при освобождении города и окрестностей от немецко-фашистских захватчиков.
Кладбище находится по адресу: г. Живец, ул. Мощаницкая.

## История
Во время боевых действий в 1945 в районе силезского города Живец полегло 1555 советских воинов, которые были захоронены близ линии фронта.
В 1948 их останки были эксгумированы, 1120 из них похоронены на кладбище Живца, а остальные — 595 в с. Сухая Бескидская, где возникло аналогичное кладбище.
В 1951 за счет бюджета города в Живце и Сухой были созданы воинские кладбища павших советских воинов.
На протяжении ряда лет шефство над кладбищем осуществляла молодежь местных агротехнических школ.